# 棉球饮食

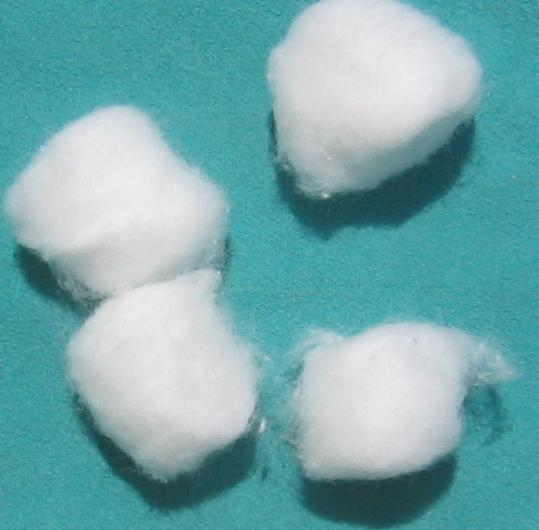
棉花球

棉球饮食是一种时尚饮食，通常食用蘸有包括果汁或冰沙等液体的棉球，  食用棉球的目的是让人有饱腹感同时不增加体重。 棉球饮食一再被谴责为是一种危险的饮食方式。 

## 健康风险
食用棉球可能会导致肠梗阻等消化系统阻塞和脱水，从而导致消化道死亡和内脏器官损伤。 这种饮食还会导致营养失调。 
这种饮食还可能会导致窒息，因为棉球无法被咀嚼成碎块，必须整个吃掉。还有，大部分被棉球饮食的使用者们食用的棉球是由漂白聚酯而不是棉花制成的， 棉球合成成分中的毒素会随着时间的推移而积累并导致器官损伤。 
同时，棉球饮食被认为是一种饮食失调，而饮食失调通常会伴随一些心理障碍，例如抑郁症。 